# داستان ماری
داستان ماری (فرانسوی: Marie Heurtin‎) فیلمی در ژانر درام و زندگینامه‌ای به کارگردانی ژان پیر آمریس است که در سال ۲۰۱۴ منتشر شد. از بازیگران آن می‌توان از ایزابل کاره نام برد.